# Irénée Hausherr
Irénée Hausherr SJ (* 7. Juni 1891 in Eguisheim, Elsass, Frankreich; † 5. Dezember 1978 in Colmar, Frankreich) war ein französischer Jesuit und Professor für Patristik und ostkirchliche Spiritualität am Päpstlichen Orientalischen Institut.
Irénée Hausherr besuchte die apostolische Schule im belgischen Thieu und trat 1909 dem Jesuitenorden bei. Während des Ersten Weltkrieges studierte Hausherr Katholische Theologie in Gemert (Niederlande), Enghien (Belgien) und Paris. Hausherr studierte zudem die Sprachen Deutsch und Englisch, Griechisch, Syrisch, Armenisch, Arabisch, Russisch und slawische Sprachen. Er empfing am 15. Juli 1923 die Priesterweihe. Nach seinem Studium der Philologie und Theologie lehrte er ab 1927 am Orientalischen Institut in Rom. 1934 wurde er Professor für Christliche Spiritualität, später auch Professor für Patristik.
Hausherr gilt als Begründer einer Theologie der östlichen Spiritualität als wissenschaftliche Disziplin. Sein Nachfolger, Tomáš Špidlík, baute die Wissenschaftsdisziplin weiter aus. Hausherr veröffentlichte zahlreiche wissenschaftliche Arbeiten.

## Schriften
- Irénée Hausherr: Saint Théodore Studite: l'homme et l'ascète (d'après ses catéchèses), in: Orientalia Christiana, Pontificium Institutum Orientalium Studiorum 1926
- Georg Hofmann, Guillaume de Jerphanion, Irénée Hausherr, Maurice de La Taille, Mauricio Gordillo, Mĕshīḣāzĕkhā, Nicolas Baumgarten, Franz Zorell: Le calice d'Antioche: les théories du dr. Eisen et la date probable du calice, in: Ausgabe 32, Band 2 von De Oriente: documenta, studia et libri, Pontificium Institutum Orientalium Studiorum 1927
- Irénée Hausherr, Joseph C. Panjikaran, Bohumil Spáčil, Iwan von Kologriwof: Christianity in Malabar: with special reference to the St. Thomas Christians of the Syro-Malabar rite, in: Ausgabe 26, Band 1 von De Oriente: documenta, studia et libri, Pontificium Institutum Orientalium Studiorum 1928
- Irénée Hausherr, Nicétas Pectoratus, Gabriel Horn: Un grand mystique byzantin: vie de Syméon le Nouveau Théologien (949-1022), in: Orientalia Christiana, Pontificium Institutum Orientalium Studiorum 1928
- Irénée Hausherr, Georg Hofmann, Alexandre Deubner: Evêques russes en exil: douze ans d'épreuves (1918-1930), in: Orientalia Christiana, Pontificium Institutum Orientalium Studiorum 1931
- Irénée Hausherr: De doctrina spirituali Christianorum Orientalium, Pontificium Institutum Orientalium Studiorum 1933
- Irénée Hausherr, Cipriano Vagaggini, Wilhelm de Vries: Maria nelle opere di Origene, in: Orientalia Christiana analecta, Pontificium Institutum Orientalium Studiorum 1947
- Irénée Hausherr, Mauricio Gordillo, Michael Lacko, Nicolò Rossi: Rom und der Athos: Briefwechsel zwischen dem Missionar auf dem Athos Nikolaus Rossi und der Kongregation de Propaganda Fide, Pontificium Institutum Orientalium Studiorum 1954
- Irénée Hausherr, Tomáš Špidlík, Wilhelm de Vries: Joseph de Volokolamsk: un chapitre de la spiritualité russe, in: Orientalia Christiana analecta, Pontificium Institutum Orientalium Studiorum 1956
- Heinrich Husmann (Hrsg.), Irénée Hausherr, Giulio Antonio Santori, John Krajcar: Die Melodien des chaldäischen Breviers Commune, nach den Traditionen Vorderasiens und der Malabarküste, Pontificium Institutum Orientalium Studiorum 1967
- Heinrich Husmann (Hrsg.), Giulio Antonio Santori, Irénée Hausherr, John Krajcar: Cardinal Giulio Antonio Santoro and the Christian East: Santoro's audiences and consistorial acts, Pontificium Institutum Orientalium Studiorum 1967
- Irénée Hausherr, Josef Frickel: Études de spiritualité orientale, Pontificium Institutum Orientalium Studiorum 1968
- Irénée Hausherr: Leben aus dem Gebet, O. Müller 1969
- Irénée Hausherr: Carità e vita christiana, Pontificium Institutum Orientalium Studiorum 1970